# オオモミジ
オオモミジ（大紅葉、学名: Acer amoenum var. amoenum）はムクロジ科カエデ属の落葉小高木または落葉高木。別名、ヒロハモミジ。イロハモミジの変種とされることもある。和名はイロハモミジよりも葉が大きいことに由来し、「モミジ」は紅葉を表す古語「もみつ」が転訛したものとされる。イロハモミジによく似るが葉がやや大きく、細かい単鋸歯をもつ。イロハモミジとともに、オオモミジも俗にヤマモミジと称されることがある。

## 分布・生育環境
原産地は日本、朝鮮半島。北海道（中部以南）、本州（青森県以南の太平洋側、福井県以西の日本海側）、四国、九州に分布し、低地や山地の渓流沿いなどに自生し、太平洋側に多い。公園や庭などにも植えられ、多くの園芸品種もある。日本庭園によく用いられる。

## 形態・生態
落葉広葉樹の小高木から高木で、樹高10 - 13メートル (m) 、樹皮は灰褐色で滑らかだが、次第に縦に浅い割れ目ができる。枝はイロハモミジよりも太い。葉は直径7 - 11センチメートル (cm) あり、掌状に7 - 9裂し、裂片はイロハモミジよりも幅広い。葉縁の単鋸歯はイロハモミジよりも細かく、あまり目立たないのが特徴である。秋の紅葉は、木全体がやや黄色味がかった赤色か黄色くなるものがあり、変異が多い。秋の深まりとともに1 - 2日で一気に色づくこともあり、葉が大きいので落ち葉もよく目立つ。
花期は春（4 - 5月）で、横に張った本年短枝の先に散房花序を出して暗赤色の花をつける。花は雄花と両性花がある。
果期は夏から初秋（10月）で、果実は長さ2 - 2.5 cmある翼果でイロハモミジよりも大きく、6 - 9月に熟して、ときに赤く色付いてよく目立つ。翼果の開く角度は、水平から150度ほどあり、翼は葉脈状の筋がある。
冬芽は太く、8枚の芽鱗に包まれていて、基部は葉柄基部に冬芽が隠れていた時の名残で、黄白色の膜質の鱗片に包まれている。枝先に仮頂芽を2個つけ、側芽は枝に対生する。葉痕は浅くて細いV字形で、維管束痕が3個つく。

## 園芸品種
オオモミジには多くの園芸品種があり、班入り葉もあるが、庭木として植えられるノムラカエデ（ノムラモミジ）もその一種である。ノムラカエデは、イロハモミジの園芸品種、あるいはオオモミジの変種とされ、春の萌芽したときは紅紫色で、夏には緑色になる。オオモミジ系の代表格である ‘大盃’ （おおさかづき）は秋の紅葉が美しく、紅葉後も長く枝に残り、オオモミジ系で紅葉が黄色になる ‘一行院／一行寺’ （いちぎょういん／いちぎょうじ）などと混植するとよいとされる。 オオモミジ系の ‘〆の内／占の内’ （しめのうち）は葉が全裂した線形で、3裂や5裂、7裂などがあり、 ‘七五三’ ともよばれる。
- イチギョウイン（一行院）、別名：イチギョウジ（一行寺）
- オオサカヅキ（大盃）
- ノムラモミジ - 別名 ‘武蔵野’、‘野村楓’（野村カエデ）。

- 愛媛県新居浜市の天然記念物「南光院のオオモミジ」
- 京都府宮津市の天然記念物「世屋姫神社のオオモミジ」